# Mazarello da Cusano
Mazarello da Cusano (Bologna, ... – Mantova, febbraio 1345) è stato un condottiero italiano del XIV secolo.

## Biografia
Nel 1342 forma la Grande Compagnia, una compagnia di ventura, assieme ai condottieri Guarnieri di Urslingen e Ettore da Panigo, temuta per l'alto numero di uomini e finanziata dai signori di Forlì, Milano, Mantova, Padova e Parma. Morì decapitato sulla piazza di Mantova nel febbraio 1345 su ordine di Ludovico I Gonzaga che lo accusò di aver rivelato dei segreti di stato a Obizzo III d'Este.